# پرواز فضایی (مجله)
پرواز فضایی یک مجله ماهانه درباره فضانوردی است که از سال ۱۹۵۶ (میلادی) توسط انجمن بین سیاره‌ای بریتانیا چاپ می‌شود.
شماره سال ۲۰۰۸ (میلادی) آن که توسط کلایو سیمپسون ویرایش شده بود برنده جایزه آرتور سی. کلارک در بخش بهترین گرازش فضایی شد.